# Mały Przegląd

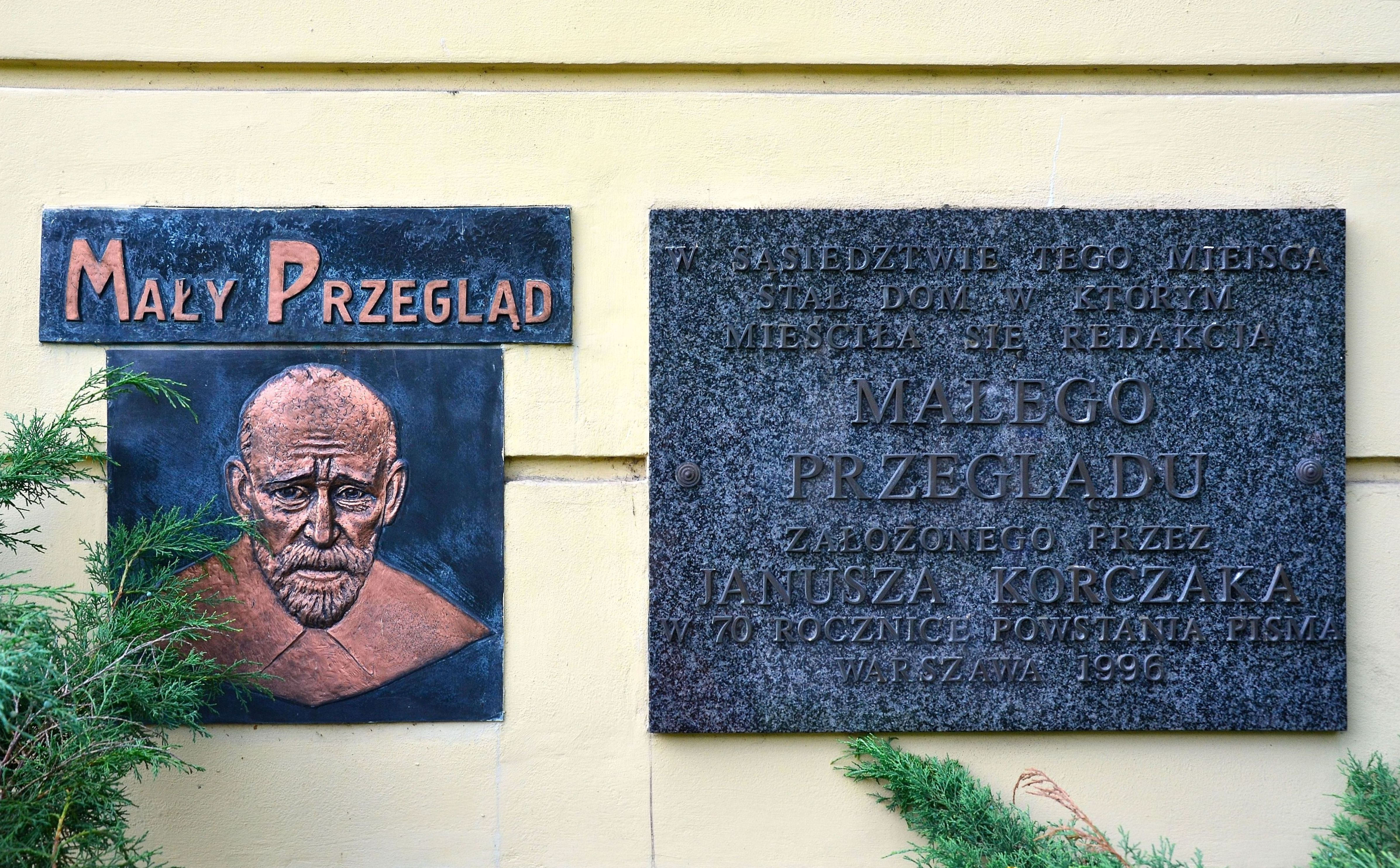
Tablica upamiętniająca „Mały Przegląd” odsłonięta w 1996 na ścianie pałacu Mostowskich (od strony ulicy Nowolipki)

Mały Przegląd – pismo dzieci i młodzieży założone przez Janusza Korczaka w październiku 1926. 

## Historia
„Mały Przegląd” ukazywał się w latach 1926–1939. Było bezpłatnym piątkowym dodatkiem do dziennika „Nasz Przegląd”. Siedziba redakcji znajdowała się przy ul. Nowolipki 7.
Początkowo dodatek miał objętość czterech stron a następnie sześciu. W 1930 redaktorem został Jerzy Abramow-Newerly. Sekretarzem redakcji była Barbara Abramow-Newerly. Pismo było pisane przez dzieci. Swoje teksty publikował tam m.in. Józef Hen. Organizowało również spotkania i dyskusje.
Ostatni numer „Małego Przeglądu” ukazał się w piątek 1 września 1939 jako dodatek do numeru „Naszego Przeglądu” z tego dnia.

## Upamiętnienie
- W 1996 na tylnej ścianie pałacu Mostowskich (od strony ul. Nowolipki), w pobliżu miejsca, gdzie stała kamienica pod nr 7, w której mieściły się redakcje „Naszego Przeglądu” i „Małego Przeglądu”, odsłonięto tablicę pamiątkową wraz z plakietą z wizerunkiem Janusza Korczaka[3].